# Agrobacterium tumefaciens
Agrobacterium tumefaciens — вид грам-негативних облігатно аеробних паличковидних ґрунтових бактерій. На відміну від своїх родичів — різобій, — що є симбіонтами рослин, ця бактерія є відомим патогеном багатьох видів рослин, викликаючи хворобу корончастих галлів (типу рослинної пухлини). Через велике число видів рослин, які вона вражає (наприклад, виноград, хрін, цукровий буряк, ревінь), є важливою загрозою для сільського господарства. Крім того, вона може бути опортуністичним патогеном деяких тварин, зокрема людини. Головний фактором патогенності є здатність цієї бактерії трансформувати клітини рослини-хазяїна за допомогою спеціальної плазміди. Через цю властивість Agrobacterium tumefaciens широко використовується в генній інженерії для трансформації рослин.

## Систематика
Ця бактерія була вперше описана Смітом (Smith) і Таунсендом (Townsend) під назвою Bacterium tumefaciens (від tumor — «пухлина» і facere — «робити, діяти» — в назві була відображена здатність бактерії викликати пухлини рослин). У 1902 році Бейєрінк (Beijerink) і ван Дельден (van Delden) описали вид під назвою Agrobacterium radiobacter, а в 1942 році Конн (Conn) рекласифікував його під назвою Agrobacterium tumefaciens. У 1993 році Савада (Sawada) та ін. запропонували скасувати назву Agrobacterium tumefaciens як нелегітимний молодший синонім назви Agrobacterium radiobacter, проте комісія залишила назву Agrobacterium tumefaciens і цю бактерію як типовий вид роду Agrobacterium Conn 1942. У 2001 році Юнг
(Young) та ін. запропонували перевести вид Agrobacterium tumefaciens до роду Rhizobium, що вирішувало питання про видовий епітет tumefaciens, який був би легітимним при перенесенні бактерії до іншого роду, проте пропозиція не була прийнята.

## Біологічні властивості

### Морфологія
Agrobacterium tumefaciens — прямі або злегка зігнуті паличкоподібні бактерії розміром 0,6-1,0 × 1,5-3,0 мікрон. Не утворюють спор, рухомі за допомогою 1-4 джгутиків, розташованих перітрихіально, одиночно або попарно.

### Метаболізм
Ця бактерія хемоорганогетеротроф, облігатний аероб. Не вимагає специфічних факторів для зростання на штучних поживних середовищах. Здатна використовувати відносно великий спектр органічних речовин як єдине джерело вуглецю (N-ацетилглюкозамін, α-аланін, β-аланін, арабінозу, аспартат, дульцит тощо), здатний рости в LB-бульйоні. На агаризованих поживних середовищах утворюють опуклі, круглі гладкі колонії, що не пігментуються або слабо-бежеві. Утилізувє маннітол та інші вуглеводи з утворенням кислоти. На середовищах з вуглеводами спостерігається виділення слизу (екзополісахаридів). Оксидазопозитивні, утворюють уреазу, не утворюють індол.

### Геном

Мапа Ti-плазміди A. tumefaciens

Геном A. tumefaciens штаму С58 має розмір 5,67 млн. пар основ і складається з двох хромосом (кільцеіої і лінійної) і дві плазміди. Відмічений великий рівень гомології з геномом Sinorhizobium meliloti, що припускає недавнє еволюційне розходження.
Кільцева хромосома A. tumefaciens штаму С58 має розмір 2841580 пар основ і містить 2819 генів, з яких 2765 кодують білки. Лінійна хромосома має розмір 2075577 пар основ і містить 1884 генів, з яких 1851 кодують білки. Наявність кільцевої і лінійної хромосоми характерна і для інших штамів A. tumefaciens, наприклад штаму MAFF301001.
A. tumefaciens штаму С58 містить два плазміди: At-плазміду і Ti-плазміду. At-плазмида (від Agrobacterium tumefaciens) є кільцевою дволанцюжковою молекулою ДНК розміром 542868 пар основ і містить 557 генів, з яких 542 кодують білки. Ti-плазмида (від англ. tumor inducing) обумовлює патогенність A. tumefaciens і здатна вбудовуватися в геном рослини-господаря, переносячи Т-ДНК в процесі сайт-специфічної рекомбінації, плазміда також може частково вбудовуватися в геном Saccharomyces cerevisiae шляхом незаконної рекомбінації. Проте зараження мишей патогенними A. tumefaciens не викликає експресії генів-репортерів в тканинах. Ti-плазміда A. tumefaciens штаму С58 є кільцевою дволанцюговою молекулою ДНК розміром 214233 пар основ і містить 199 генів, з яких 197 кодують білки. Ця плазміда містить гени, що контролюють біосинтез і катаболізм специфічних амінокислот, — опінів, що використовуються як джерело живлення цієї бактерії (октопін, нопалін, агропін), гени вірулентності, гени синтезу фітогормонів — цитокінінів і ауксинів (які викликають утворення пухлин і дедиференціювання тканин рослини). Т-ДНК, власне, і є інтегрованою ділянкою Ti-плазміди, що несе гени синтезу фітогормонов і опінів.

## Патогенність для рослин

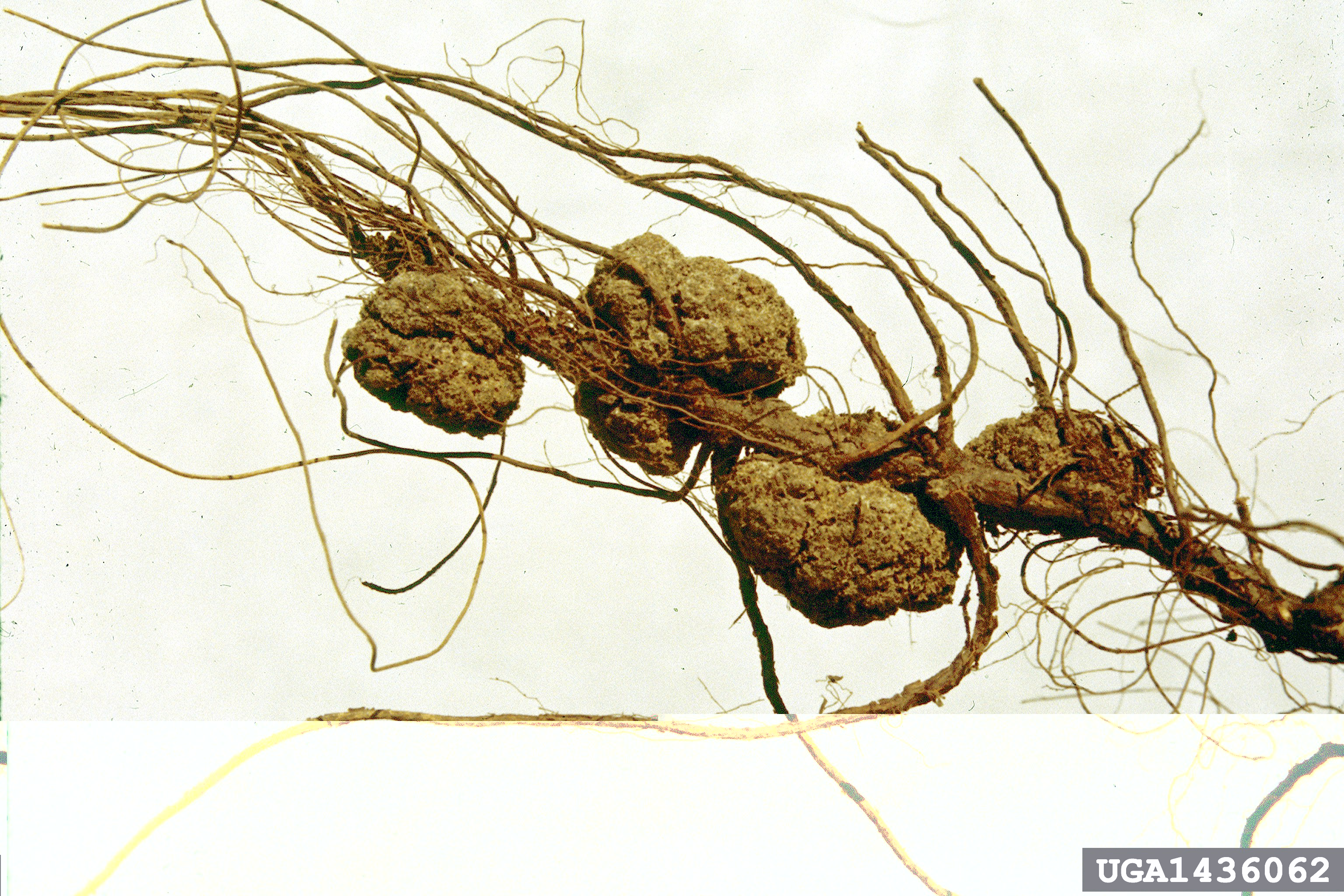
Корончасті галли, утворені A. tumefaciens на корінні Carya illinoensis

A. tumefaciens викликає утворення так званих корончатих галлів у рослин. Це пухлиноутворення пов'язане з перенесенням Т-ДНК в геном рослини з подальшою його трансформацією. Трансформовані клини, зважаючи на дисбаланс синтезу фітогормонов, дедіференцуються і починають неврегульоване зростання. Також трансформовані клітини рослини починають синтезувати опіни, які A. tumefaciens здатна використовувати як джерело живлення. Певну роль в індукції експресії генів вірулентності A. tumefaciens з рослиною-господарем грають специфічні внутріклітинні метаболіти рослини-хазяїна, що виділяються при пораненні тканин рослини. Важливим етапом патогенного процесу є синтез Т-ворсинок при допомозі системи секреції IV типу, що здійснюється під дією VIRB-оперону. За допомогою Т-ворсинок A. tumefaciens приєднується до клітини рослини, формуючи кон'югаційний місток і за допомогою білка VirE1 переносить комплекс одноланцюжкової Т-ДНК з білком VirE2 (що утворюється заздалегідь з Ti-плазміди і сполученого з білком VirE2) в клітину рослини. Також на трансформацію клітин рослин робить вплив специфічний білок VirE3, що транспортується в ядро разом з Т-ДНК і що ймовірно зв'язується з фактором транскрипції. У ядрі Т-ДНК інтегрується в геном клітини рослини-хазяїна шляхом сайт-специфічної рекомбінації. Впровадження Т-ДНК викликає утворення характерних пухлин рослин через гіперсинтез фітогормонів, у пухлинних тканинах починають накопичуватися опіни. Подібний процес властивий іншому виду роду A. rhizogenes, що також містить Ті плазміду.

## Використання в генній інженерії

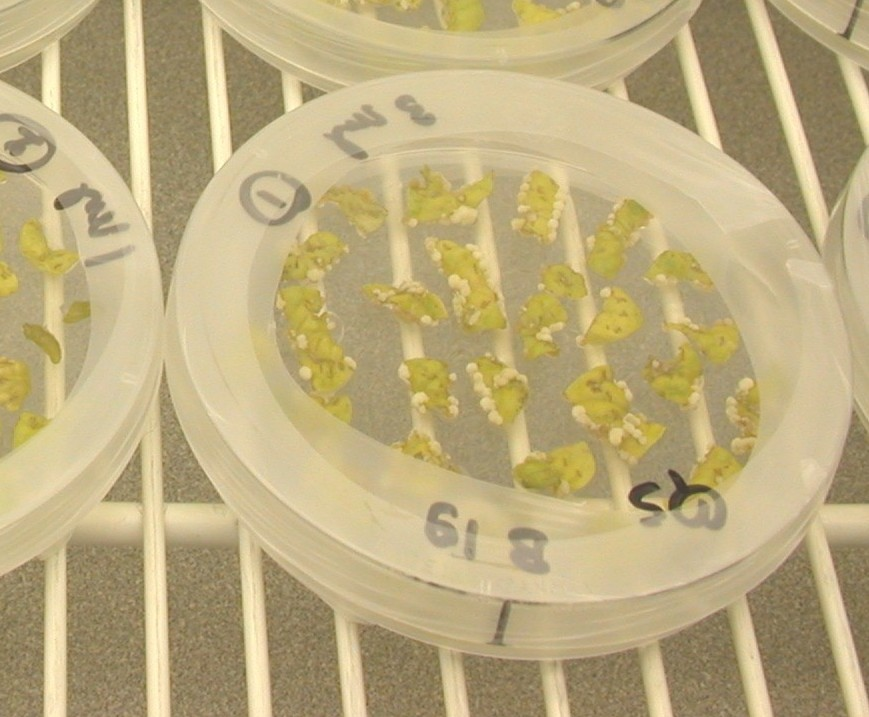
Solanum chacoense, трансформовані за допомогою A. tumefaciens. Шматочки листка, в яких розпочалося калусоутворення

Завдяки здатності A. tumefaciens трансформувати клітини рослин, ця бактерія зараз активно використовується для перенесення генетичного матеріалу з метою генетичної модифікації рослин. A. tumefaciens здатна трансформувати більшість дводольних рослин, так і деякі однодольні та деякі мікроскопічні грибки. На основі Ti-плазмиди були розроблені специфічні вектори, з видаленими генами фітогормонів і опінів, для того, щоб переносити чужорідну генетичну інформації до геному рослин з метою отримання рослин з бажаними корисними ознаками.